# Kissikárló
Kissikárló (Bârgău), település Romániában, a Partiumban, Máramaros megyében.

## Fekvése
Nagybányától nyugatra, a Szamos jobb partján, Nagysikárló és Balotafalu közt fekvő település.

## Története
Kissikárló, Sikárló nevét 1493-ben említette először oklevél Sykarlo néven.
1808-ban Sikallo (Kis-), Borgo, 1913-ban Kissikárló néven írták.
1851-ben Fényes Elek írta a településről:
Kis-Sikárló, románul Borgó, Szatmár vármegyében, 315 görög katholikus, 6 zsidó lakossal...
Kissikárló mindvégig a szinéri uradalom része volt és a XVI. századig a Meggyesaljai Morócz családé volt, a család tagjai közül Simon, meggyesi bán fiai, 1407-ben panaszt emeltek Bélteki Balk fiai ellen, mert a falut felégették.
A Moróczok után a Báthoryak örökölték, akik 1520-ban osztoztak meg a birtokon.
1614-ben a királyi kamara zálogbirtoka volt és ekkortájt pusztaként szerepelt, ahol Ankreiter Mihály a Báthory-hagyatékból részt kapott. Ezután a szatmári vár tartozéka, majd 1711-ben gróf Károlyi Sándoré lett, majd a Károlyiaké volt egészen a 19. század közepéig.
1910-ben 241 lakosából 33 magyar, 208 románvolt. Ebből 10 római katolikus, 208 görögkatolikus, 15 izraelita volt.
A trianoni békeszerződés előtt Szatmár vármegye Szinérváraljai járásához tartozott.

## Nevezetességek
- Görögkatolikus temploma - 1899-ben épült.